# Второе сражение в Шампани
Второе сражение в Шампани (фр. Bataille de Champagne (1915)) — наступление французских армий в регионе Шампань во время Первой мировой войны, проводившееся с 25 сентября по 7 октября 1915 года.

## Подготовка сторон
Осеннее наступление союзников готовилось как операция большого размаха, с тем чтобы осуществить «большой стратегический прорыв, который будет иметь необходимым последствием освобождение национальной территории» Франции. По плану, уточненному на совещании командующих групп армий 12 июля, намечалось нанести два мощных удара по сходящимся направлениям: 2-й и 4-й французскими армиями в Шампани и 10-й французской и 1-й английской — в Артуа, с тем чтобы прорвать оборону и создать условия для окружения и разгрома германских армий в северных департаментах Франции в ходе общего наступления союзников. Отвлекающие удары ограниченными силами (2-4 дивизии) для содействия операции в Шампани должны были наносить 3-я французская армия (вдоль правого берега реки Эна) и 5-я армия (западнее Реймса), для содействия наступлению в Артуа — 2-я английская армия (в районе Ипра) и бельгийская армия (в районе Диксмюде). 
Подготовка операции проводилась 2,5 месяца в условиях секретности, чтобы обеспечить внезапность и решительный успех. За счет экономии боеприпасов и возросших возможностей артиллерийской промышленности в районы операций было подвезено до 6,3 млн. артиллерийских снарядов. К началу операции войскам были даны новые инструкции по организации и осуществлению прорыва. Французское верховное командование через свое правительство в конце августа добилось от английского правительства официального признания приоритета французского главнокомандующего на общее руководство боевыми действиями всех сил союзников во Франции.
Широкий диапазон подготовительных мероприятий, проводившихся в течение длительного времени в Шампани и Артуа, не мог пройти абсолютно не замеченным для противника. Через агентурные данные и авиационную разведку германское командование к середине сентября узнало о готовящемся наступлении и приняло меры к усилению 6-й и 3-й германских армий резервами пехоты, артиллерии и авиации, к снабжению армий боеприпасами. Предметом особой заботы германского командования было укрепление позиций в инженерном отношении. Инструкция Фалькенгайна требовала создания глубокой обороны в виде двух позиций на расстоянии одна от другой 3-5 км. Обе позиции должны были иметь несколько линий окопов с проволочными заграждениями на расстоянии 50-100 м.

## Ход операции

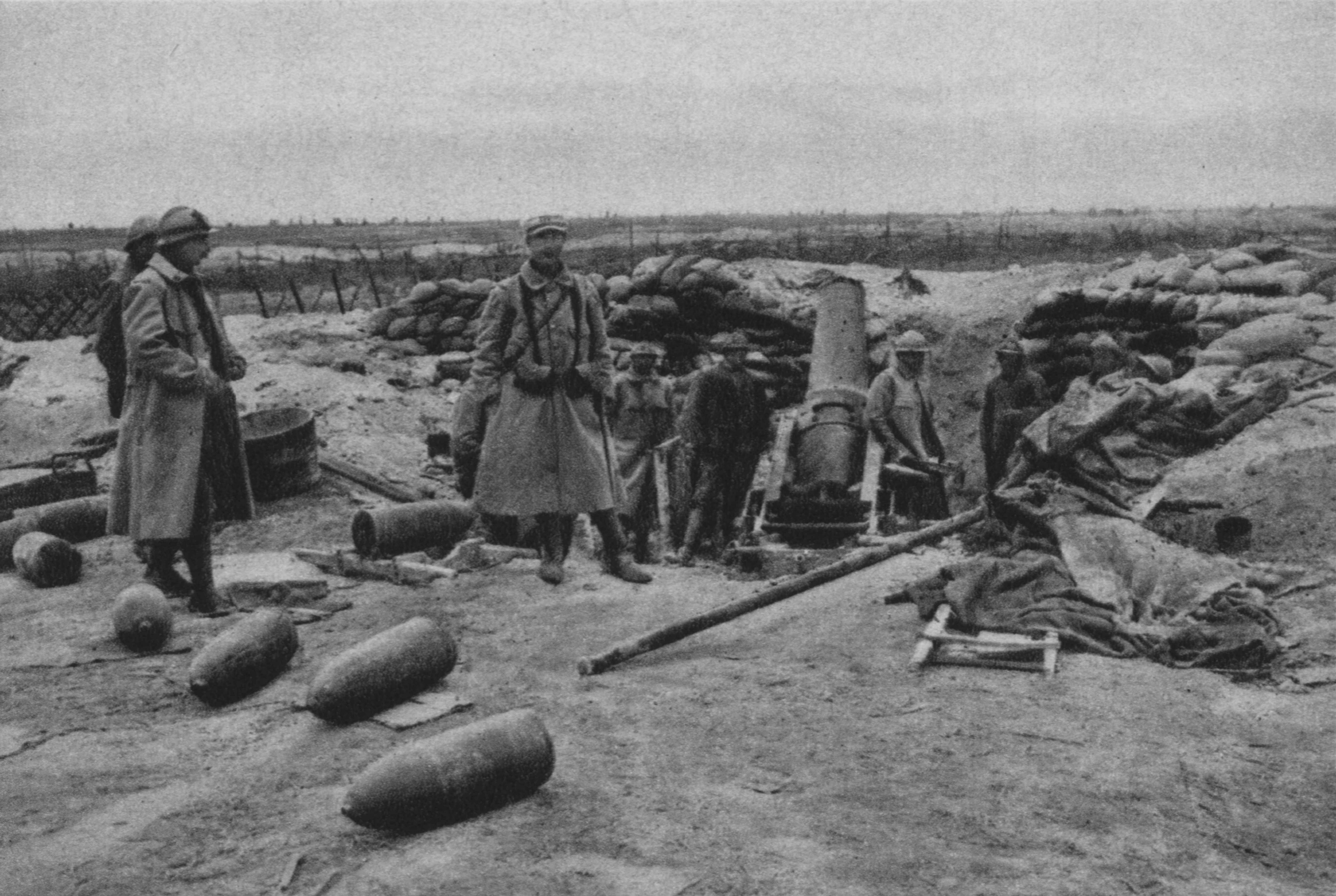
Французская мортира на позиции

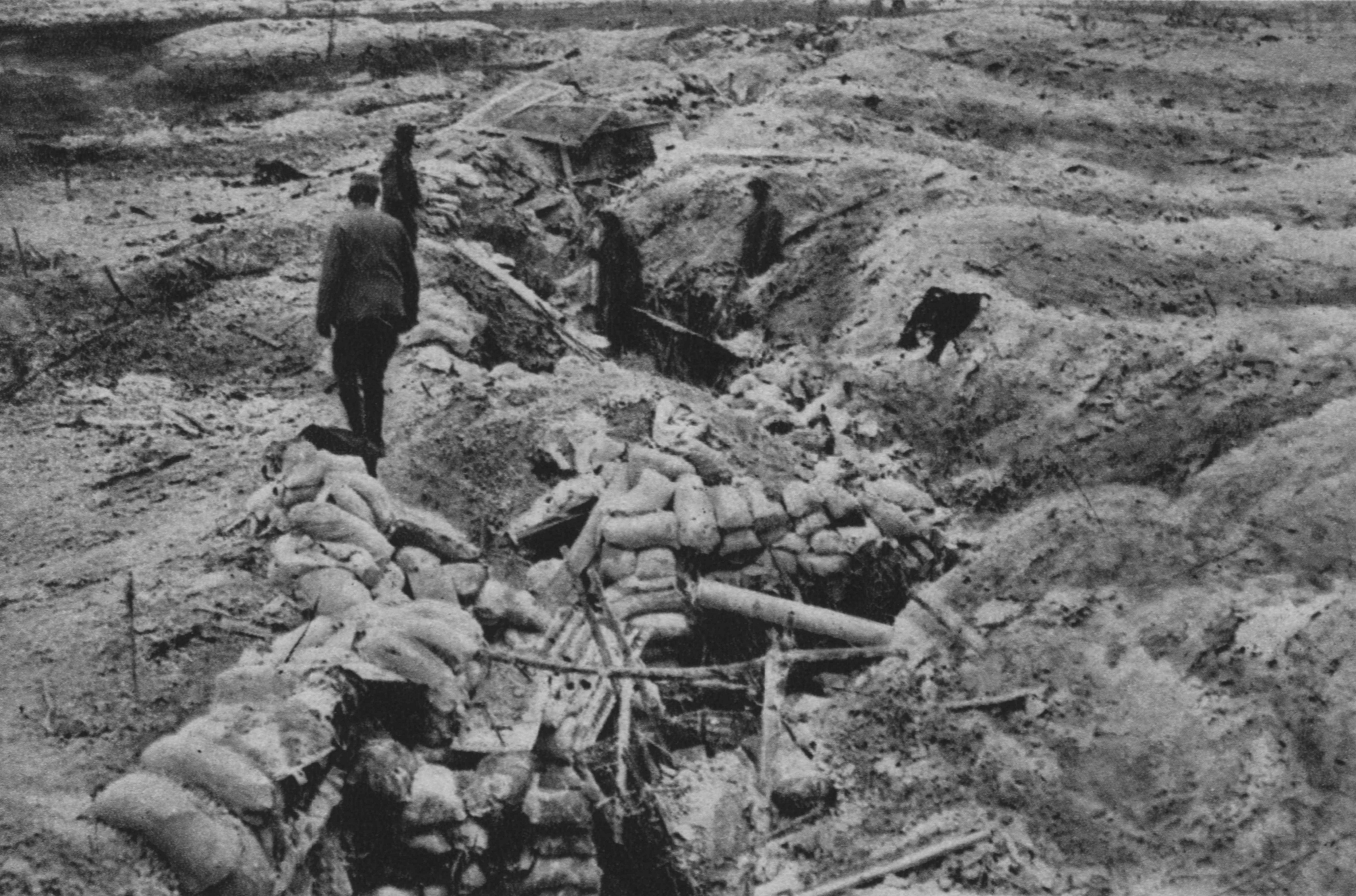
Разрушенные траншеи первой немецкой позиции

Наступление началось утром 25 сентября. До этого в течение 3,5 суток (22-25 сентября) велась артиллерийская подготовка, в ходе которой было выпущено до 3 миллионов снарядов по проволочным заграждениям,  окопам, ходам сообщения, укрытиям. Вторая позиция, железнодорожные узлы и германские батареи подвергались воздействию огня дивизионов корпусной и армейской тяжелой артиллерии, вооруженной дальнобойными 120-мм и 155-мм орудиями. Их огонь корректировался с помощью 12 аэростатов и самолетов-корректировщиков по радио. Для засечки батарей привлекались звукометрические и топогеодезические взводы.
Первой позиции 3-й германской армии артиллерийским огнем были причинены огромные разрушения. Но вторая позиция, расположенная на обратных скатах, осталась неповрежденной. Ухудшившаяся погода (с 24 по 29 сентября шли дожди) помешала артиллерии и авиации надежно подавить большую часть германских батарей.
В 9 часов 15 минут 2-я и 4-я французские армии начали атаку после сильного огневого налета артиллерии и минометов по первой и второй линиям окопов, имея в первом эшелоне 18, а во втором 8 дивизий и в армейском резерве кавалерийские корпуса. Пехотные корпуса имели две дивизии в первой и одну во второй линии, в 700-800 м за первой. Пехотные дивизии первого эшелона атаковали, имея три полка впереди и один в резерве; батальоны — тремя волнами штурмующих цепей, одна от другой на расстоянии до 50 м, имея перед первой волной гранатометчиков, а за ними — «чистильщиков» окопов. В таком боевом порядке атакующие волны трех корпусов 2-й армии (20-й, 11-й и 14-й) и 2-й колониальный корпус 4-й армии к исходу 25 сентября на 12-километровом участке овладели окопами первой позиции и, выйдя ко второй, залегли. Пехота требовала, чтобы артиллерия разрушила проволочные заграждения и подготовила атаку.
Левофланговые корпуса 4-й армии (32-й и 4-й) успеха не имели, 1-й колониальный корпус 2-й армии и 7-й корпус 4-й армии проникли в немецкие окопы первой и второй линии и завязали упорные траншейные бои.
К исходу первого дня атаки боевые порядки большинства дивизий нарушились. Волны слились в одну линию. Задние волны накатывались на передние, а линии поддержек и резервов — на боевые линии, стремясь таким образом избежать потерь от заградительного огня германских батарей. Наблюдалось перемешивание подразделений и частей и превращение боевого порядка в уплотненную слабо управляемую массу, несшую излишние потери от пулеметного и артиллерийского огня. Организованный бой перерастал в разрозненные атаки отдельных частей.
В ночь на 26 сентября 3-я немецкая армия генерала Эйнема была усилена на две дивизии, 3 гаубичные батареи и 6 эскадрилий бомбардировщиков. Вторую позицию по всей линии заняли германские войска. Поэтому, а также потому, что французская артиллерия вела недостаточно эффективную подготовку атаки с прежних позиций, попытки прорыва этой германской позиции 11-м, 14-м армейскими и 2-м колониальным корпусами 26 сентября были отражены. 27 сентября 2-й и 4-й армиям удалось наладить атаку: подтянуть батареи, ввести три дивизии второго эшелона, привести остальные дивизии в порядок. Атака состоялась после многочасовой артиллерийской подготовки. На некоторых участках пехота 14-го корпуса французов ворвалась в окопы второй позиции, но была с большими потерями выбита оттуда огнем и контратаками. Левофланговые корпуса армий за три дня боев овладели лишь второй, а кое-где и третьей линией окопов первой позиции.
28 и 29 сентября соединения 2-й и 4-й армий, выполняя приказ генерала Кастельно взять вторую позицию «во что бы то ни стало» продолжили атаки, в трех пунктах ворвались в окопы. Однако подразделения, ворвавшиеся в окопы, были уничтожены или взяты в плен, а остальные части отражены огнем и контратаками с большими потерями. 
Вследствие бесплодности таких атак с разрешения Жоффра генерал Кастельно начал с 29 сентября готовить методическую атаку второй германской позиции. Для этого до 4 октября перемешанные части первого, а частично и второго эшелонов приводились в порядок, заменялись свежими частями вторых эшелонов, а иногда и спешенными кавалерийскими частями, артиллерийские наблюдатели были выдвинуты в боевые линии, а батареи пополнены боеприпасами. Но в это время противник увеличил свои силы в 1,5 раза и развил вторую позицию, доведя ее до нескольких линий окопов. 
Двухдневная артиллерийская подготовка атаки этой позиции (4-5 октября) не дала ожидаемых результатов, и атака 6 октября захлебнулась. С 7 октября попытки прорыва позиции были прекращены. До 20 октября французы отражали контратаки германцев и закреплялись на занятом рубеже.

## Результаты
В итоге операции французы ценой потерь в 144 тысяч захватили в Шампани небольшой участок первой позиции по фронту в 22 и в глубину 3-4 км, а на фронте в 12 км подошли ко второй позиции. Таким образом, осенняя операция в Шампани и Артуа, готовившаяся долго и тщательно, с тем чтобы осуществить «большой стратегический прорыв, который будет иметь необходимым последствием освобождение национальной территории» Франции, не увенчалась успехом.